# Fábrica de Pólvora (Rio de Janeiro)

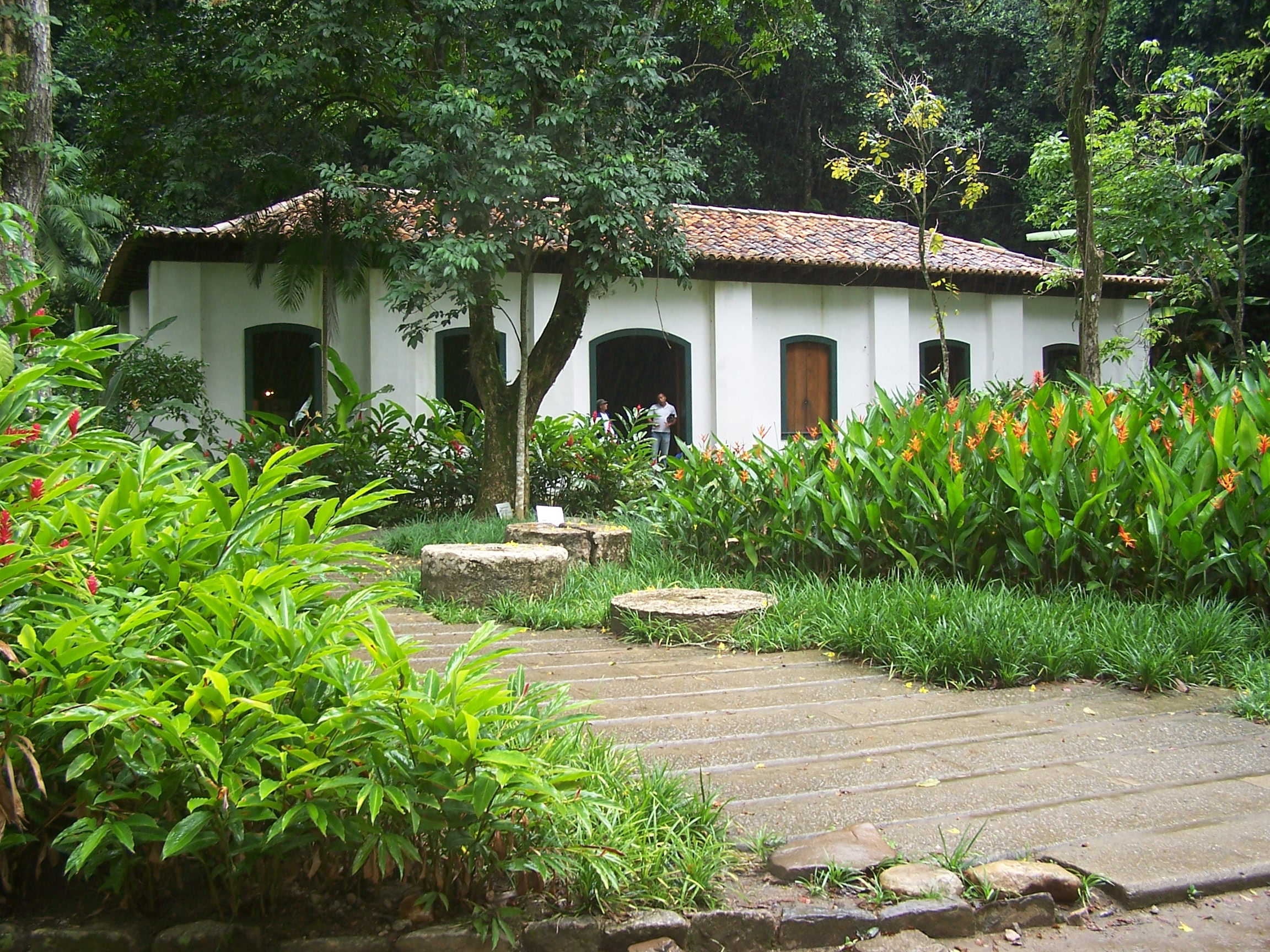
"Casa dos pilões", resto da antiga fábrica de pólvora.

A Fábrica de Pólvora, localizada no Jardim Botânico do Rio de Janeiro, foi uma das obras de desenvolvimento realizadas pela coroa portuguesa, quando da transferência da corte para o Brasil, no início do século XIX. A Fábrica funcionou até 1831, quando foi desativada por causa de explosões. Atualmente sua área é utilizada como área de lazer para crianças.